# Liste de personnalités liées au Saguenay–Lac-Saint-Jean
Voici une liste de personnalités étant nées, ayant vécu ou mortes au Saguenay–Lac-Saint-Jean, région de la province de Québec au Canada, divisée selon les domaines d'activité des personnalités.

## Liste

### Personnalités politiques
- Marc-André Bédard : ancien député et ministre, Parti québécois
- Gaston Blackburn - député provincial Parti libéral du Québec de 1988 à 1994
- Jean-Pierre Blackburn - ministre conservateur actuel Parti conservateur
- Karl Blackburn - député provincial du Parti libéral du Québec de 2003 à 2007
- Benoît Bouchard - Ancien député et ministre fédéral 1984-1993 Parti progressiste-conservateur du Canada, ambassadeur du Canada, France 1993-1996
- Lucien Bouchard - Ancien premier ministre du Québec - Parti québécois
- Jacques Brassard - Ancien député et ministre, Parti québécois
- Gilbert Fillion
- Daniel Giguère (en) - Ancien maire de la ville de Jonquière
- Michel Guimond - Député et whip en chef du Bloc québécois comté Montmorency Côte-Nord
- André Harvey - Ancien député progressiste-conservateur puis libéral fédéral, comté Chicoutimi-le-Fjord
- Gérald Harvey - Ancien député et ministre libéral provincial comté Jonquière
- Ghislain Harvey - Ancien député libéral provincial du comté Dubuc - 1973-1976
- Régis Labeaume - Ancien maire de la ville de Québec (2007-2021)
- Denis Lebel - Député conservateur et ancien maire de Roberval, Parti conservateur
- Bernard Lord - Ancien premier ministre du Nouveau-Brunswick, Parti conservateur
- Marcel Martel - Ancien maire de Jonquière de 1991 à 1999, et directeur de la rédaction des Éditions du Réveil et éditorialiste de 1980 à 1991
- Pierre Reid - Ancien recteur de l'Université de Sherbrooke, député du Parti libéral du Québec d'Orford depuis 2003, ancien ministre de l'Éducation et ancien ministre des Services gouvernementaux.
- Christian Simard - né à Chicoutimi (frère de Sylvain), député du Bloc québécois dans Beauport en 2004 et directeur général à Nature Québec depuis août 2007
- Sylvain Simard - né à Chicoutimi (frère de Christian), professeur, écrivain et politicien. Doctorat en littérature comparée à l'Université Bordeaux III en 1975, député du Parti québécois de 1994 à 2012 et ministre de l'Éducation et de la fonction publique en 2002-2003
- Jean Tremblay - Ancien maire de la ville de Saguenay
- Stéphan Tremblay - Ancien député du Bloc québécois et ancien député du Parti québécois
- Véronyque Tremblay - journaliste née à Saint-Ambroise, députée du Parti libéral du Québec à l'Assemblée nationale 2015-2018 et ministre déléguée aux Transports 2017-2018

### Intellectuels
- Gérard Bouchard - Historien, sociologue et écrivain
- Russel-Aurore Bouchard - Historienne, spécialiste de l'histoire régionale
- Guy Corneau - Psychanalyste, auteur et conférencier de réputation internationale
- Jean-Paul Desbiens alias Frère Untel - Mariste, professeur, pamphlétaire et haut fonctionnaire
- Catherine Ferland - Historienne, autrice et éditrice spécialisée en histoire
- Georges-Henri Lévesque - Religieux, fondateur de la faculté de sciences sociales de l'Université Laval
- Marcel Mélançon - Philosophe et bioéthicien
- Jean-Marie Tremblay - Sociologue et bibliothécaire
- Claude Villeneuve - Biologiste, spécialiste des changements climatiques

### Écrivains
- Samuel Archibald - Professeur, écrivain
- Marie Christine Bernard - Écrivaine, enseignante
- Hervé Bouchard - Auteur
- Marjolaine Bouchard - Écrivaine
- Michel Marc Bouchard - Dramaturge
- Jean-François Caron - Écrivain
- Daniel Danis - Écrivain, dramaturge
- Pierre Demers - Poète, professeur
- Daniel Desbiens - Écrivain aphoriste
- Jean Désy - Écrivain, enseignant, médecin
- Danielle Dubé - Écrivaine
- Alain Gagnon - Écrivain
- Marie-Andrée Gill - Poète
- André Girard - Auteur
- Jean-Charles Harvey - Écrivain, journaliste, essayiste
- Pauline Harvey - Écrivaine
- Louis Hémon - Écrivain
- Michaël La Chance - Poète, essayiste, artiste, écrivain, philosophe
- Guy Lalancette - Écrivain
- Kevin Lambert - Écrivain
- Gilbert Langevin - Poète
- Paul-Marie Lapointe - Poète
- Isabelle Larouche - Écrivaine
- Frédérick Lavoie - Écrivain, journaliste
- Robert Maltais - Écrivain, acteur
- Anne Martine Parent - Poète, professeure à l'UQAC
- Stanley Péan - Écrivain
- Hélène Pedneault - Auteure
- Geneviève Pettersen - Écrivaine, chroniqueuse, scénariste
- Damase Potvin - Écrivain, journaliste
- Félix-Antoine Savard - Auteur
- Larry Tremblay - Écrivain, dramaturge
- Lise Tremblay - Écrivaine
- Roland Michel Tremblay - Auteur, poète et scénariste
- Tony Tremblay - Poète, écrivain et communicateur
- Élisabeth Vonarburg - Écrivaine

### Artistes
- Hélène Beck - Artiste peintre
- Patrick Bouchard - Cinéaste et animateur
- Corno - Artiste peintre
- Daniel Dutil - Sculpteur et photographe
- Martin Gaudreault - Artiste photographe
- François Girard - Cinéaste
- Interaction Qui - Duo d'artistes composé de Alain Laroche et Jocelyn Maltais
- Jean-Jules Soucy- Sculpteur
- Denys Tremblay - Artiste pluridisciplinaire et éphémère roi du royaume de L'Anse Saint-Jean sous le nom de Denys Ier de L’Anse
- Yvonne Tremblay-Gagnon - Artiste peintre
- Léo-Paul Tremblé - Peintre
- Arthur Villeneuve - Barbier, artiste, peintre

### Sportifs
- Dean Bergeron - Athlète paralympique
- Alain Caron (hockey sur glace) - Ancien joueur de la LNH
- Frédéric Chabot - Ancien joueur de la LNH
- Johnny Gagnon - Ancien joueur de la LNH
- Marc Gagnon - Patineur de vitesse courte piste
- Michel Goulet -Ancien joueur de la LNH
- Michel Larouche - Entraîneur Club Camo de Montréal et entraîneur de l'équipe nationale depuis 1989
- Pierre Lavoie - Marathonien
- Stéphane Ouellet - Boxeur
- Pierre Pilote - Ancien joueur de la LNH
- Jean Ratelle - Ancien joueur de la LNH
- André Roy - Ancien joueur des Alouettes de Montréal
- Marianne St-Gelais - Patineuse de vitesse sur courte piste, médaillée olympique
- François-Louis Tremblay - Patineur de vitesse courte piste
- Mario Tremblay - Ancien joueur de la LNH et entraîneur
- Jean-Claude Tremblay - Ancien joueur de la LNH
- Georges Vézina - Ancien joueur de la LNH
- Samuel Girard - Joueur de la LNH

### Chanteurs
- Philippe Brach - Auteur compositeur interprète
- André Du Chesne - Auteur compositeur interprète
- Nancy Dumais - Chanteuse
- Hugo Fleury - Auteur compositeur interprète, chanteur & leader du groupe Polémil Bazar
- Dédé Fortin - Auteur compositeur interprète, chanteur & leader du groupe Les Colocs
- Fred Fortin - Auteur compositeur interprète
- Marc-André Fortin - Chanteur
- Olivier Langevin - Auteur compositeur interprète, chanteur & leader du groupe Galaxie
- Pierre Lapointe - Auteur compositeur interprète
- Marie-Nicole Lemieux - Chanteuse d'opéra, cantatrice
- François Lachance - Auteur-compositeur-interprète
- Nadja - Chanteuse
- Mario Pelchat - Chanteur
- René Simard - Chanteur
- Sylvie Tremblay - Chanteuse
- Annie Villeneuve - Chanteuse
- Suzie Villeneuve - Chanteuse
- Guy-Philippe Wells - Auteur compositeur interprète

### Comédiens
- Michel Barrette - humoriste, acteur
- Denis Bouchard - acteur
- Ghislain Bouchard - acteur et metteur en scène
- Marie-Joanne Boucher - comédienne
- Jeff Boudreault - acteur
- Josée Boudreault -humoriste
- Hélène Bourgeois Leclerc - actrice
- Michel Côté - acteur
- Michel Dumont - acteur
- Claude Gagnon - acteur
- Rémy Girard - acteur
- Germain Houde - acteur
- Mario Jean - humoriste, acteur
- Monique Joly - actrice
- Pauline Lapointe - actrice
- Philippe Laprise - humoriste
- Louise Latraverse - actrice
- Julie Le Breton - actrice
- Gaston Lepage - acteur
- Dominique Lévesque - humoriste
- Suzanne Lévesque - comédienne et animatrice de télévision
- Marie-Lise Pilote - humoriste
- Louise Portal - actrice
- Marie Tifo - actrice
- Ghislain Tremblay - acteur
- Dany Turcotte - humoriste
- Lionel Villeneuve - acteur

### Animateurs
- Sylvain Bouchard - Animateur de radio
- Louis Champagne - Animateur de radio
- Jeff Fillion - Animateur de radio
- Benoît Gagnon - Animateur de nouvelle
- Solange Harvey - Auteur, animatrice de radio et de télé
- Suzanne Lévesque - Animatrice (Les Lionnes…)
- Yvon Pedneault - Animateur sportif
- Jean-Philippe Wauthier - Animateur

### Hommes d'affaires
- Alain Bouchard - Président-directeur général d'Alimentation Couche-Tard
- Julien-Édouard-Alfred Dubuc - Homme d'affaires et politique
- Serge Godin - Fondateur de CGI
- Joseph-Dominique Guay - Homme d'affaires et politique, initiateur du projet de Pulperie
- Bernard Lamarre - Ancien PDG de SNC-Lavalin
- Jacques Ménard - Président de BMO Groupe financier
- William Price (père) - Homme d'affaires
- William Price (fils) - Homme d'affaires et politique
- Charles Sirois - Homme d'affaires à la tête de Teleglobe Inc, Microcell Télécommunications et Télésystème Mobiles International

### Autres
- Charles Bouchard - Lieutenant-général à la retraite
- Damase Boulanger - fondateur de la ville d'Alma
- Guy Cloutier - Impresario, producteur, agent d'artistes et pédophile
- Elzéar Delamarre - Prêtre
- Victor Delamarre - Homme fort
- Albert Larouche - Réalisateur à Radio Canada (CBJ) et historien
- Fabienne Larouche - Journaliste et auteur
- Guy Latraverse - Impresario, producteur et agent d'artistes
- Pierre Mailloux - Psychiatre
- Jean Pagé - Journaliste sportif
- Claude Quenneville - Journaliste sportif
- Bertrand Raymond - Journaliste sportif
- Jean-Yves Thériault - Auteur, compositeur, musicien
- Réjean Tremblay - Journaliste sportif et auteur de série télévisée